# Duolang Xiang
Duolang Xiang (kinesiska: 多浪乡, 多浪) är en socken i Kina. Den ligger i den autonoma regionen Xinjiang, i den nordvästra delen av landet, omkring 690 kilometer sydväst om regionhuvudstaden Ürümqi. Antalet invånare är 8 740. Befolkningen består av 4 204 kvinnor och 4 536 män. Barn under 15 år utgör 24,0 %, vuxna 15-64 år 70 %, och äldre över 65 år 4,0 %.
Genomsnittlig årsnederbörd är 144 millimeter. Den regnigaste månaden är juli, med i genomsnitt 33 mm nederbörd, och den torraste är april, med 3 mm nederbörd.